# The Colditz Story
The Colditz Story (bra: Escapando do Inferno) é um filme sobre prisioneiros de guerra de 1955 dirigido por Guy Hamilton, com um elenco que inclui os atores John Mills e Eric Portman.
O longa-metragem é baseado no livro de Pat Reid, um official do Exército Britânico que foi prisioneiro na prisão Oflag IV-C, sediada no Castelo de Colditz, na Alemanha]], durante a Segunda Guerra Mundial e que foi um dos oficiais britânicos que conseguiu de forma bem-sucedida escalar daquela prisão de segurança máxima, anos depois descrevendo os detalhes de sua experiência naquele local bem como as tentativas de fuga em que esteve engajado.

## Sinopse
Durante a Segunda Guerra Mundial, prisioneiros de guerra britânicos, franceses, holandeses e poloneses, bem como de outras nacionalidades, os quais tentaram anteriormente fugir dos alemães, são enviados para a prisão de segurança máxima Oflag IV-C, então sediada no Castelo de Colditz, na Alemanha.
Num primeiro momento, dado as diferenças de nacionalidade, os grupos tentam cada qual de forma independente realizar o próprio plano de fuga daquela prisão, porém, isso leva a conflitos e atritos entre eles. Eventualmente, o coronel Richmond (Portman), oficial britânico de mais alta patente dentre os prisioneiros, propõe uma operação coordenada entre os grupos de distintas nacionalidades, propondo a nomeação de oficiais representantes de cada grupo de fuga. Um acordo entre os grupos é obtido e o plano de fuga coordenado é posto em prática. Mas, inicialmente, eles falham na detecção dos guardas alemães e na proteção daqueles que estão atuando operacionalmente no plano. Eventualmente, um espião é descoberto entre os prisioneiros poloneses e, após sua remoção, o plano de fuga começa a tornar-se bem-sucedido.
Os prisioneiros de Colditz são entusiasmados e por vezes gostam de fazer provocações aos guardas alemães. Com o tempo, ocorre muitas tentativas de fuga, de forma planejada ou oportunas, algumas bem-sucedidas, outras não.
Após novos fracassos no plano de fuga principal, um oficial britânico, Mac McGill (Rhodes) propõe um plano arrojado, mas muito sagaz, que consiste em fazer um grupo de prisioneiros de passar por guardas alemães. O planejamento e a preparação ocorrem bem, mas alguns dias antes de pô-lo em prática, McGill é desencorajado pelo Coronel Richmond a participar da fuga devido a alta probabilidade de ser detectado, pelo simples fato de sua estatura elevada ser muito acima a dos guardas alemães. Embora frustrado com a objeção de Richmond, McGill concorda, mas isso o frusta profundamente, que então resolve de forma impensada a tentar fuga sozinho e, durante a ação, acaba sendo morto na frente de seus colegas.
O colega de McGill, Patrick Reid (Mills), abalado com a morte de seu amigo, inicialmente se recusa a participar do plano de fuga principal. Mas, após ser encorajado pelo coronel Richmond, ele então decide retomar o plano. A fuga então ocorre de forma bem-sucedida conforme o planejado, com os guardas alemães sendo facilmente distraídos por uma peça teatral fantoche. Dias depois, o coronel Richmond recebe um cartão postal com uma mensagem criptografada. Ele então anuncia aos seus comandados na prisão que Reid cruzou de forma bem-sucedida a fronteira com a Suíça, noticia que é amplamente comemorada entre os prisioneiros.

## Elenco
- John Mills como Pat Reid
- Eric Portman como Coronel Richmond
- Christopher Rhodes como Mac McGill
- Lionel Jeffries como Harry Tyler
- Bryan Forbes como Jimmy Winslow
- Guido Lorraine como Oficial polonês
- Anton Diffring como Hauptmann Fischer
- Carl Duering como Hauptmann Wagner
- Richard Wattis como Richard Gordon
- Ian Carmichael como Robin Cartwright
- Frederick Valk como Comandante Alemão da prisão
- Denis Shaw como Priem
- Theodore Bikel como "Vandy" (Machiel van den Heuvel)
- Keith Pyott como Coronel francês
- Eugene Deckers como La Tour
- Anthony Faramus como Oficial britânico
- Peter Swanwick (creditado como "Swannick") como Lutyens
- John Heller como guarda alemão
- Jean Driant como ordenado francês
- Jean Bacon como ordenado francês
- Frederick Schiller como soldado alemão
- Guy Deghy como soldado alemão
- Witold Sikorski como Oficial polonês
- Leo Bieber como intéprete alemão
- Rudolph Offenbach como Coronel Holandês
- Arthur Butcher como Coronel polonês
- David Yates como Dick
- Douglas Argent como Oficial britânico
- Terence Brook como Oficial britânico
- Frank Coburn como Oficial britânico
- Eric Corrie como Oficial britânico
- John Corrie como Oficial britânico
- Eric Lander como Oficial britânico
- Kenneth Midwood como Oficial britânico
- Peter Myers como Oficial britânico
- Claude Le Sache como intérprete francês
- Zygmunt Rewkowski como interprete polonês
- Ludwik Lawinski como Franz Josef
- A. Blichewicz como Oficial polonês
- B. Dolinski como Oficial polonês

## Produção
A peça encenada no final do filme, a qual foi utilizada para distrair os guardas durante a fuga dos prisioneiros, envolveu uma paródia da canção I Belong to Glasgow, e a rotina de Flanagan e Allen (incluindo a música Underneath the Arches).

## Recepção
O filme foi o quarto mais popular da British box office em 1955. O longa proporcionou um lucro de £100.000 aos seus realizadores.
A série de televisão da BBC,  Colditz de 1972, é também baseada no livro de Reid.